# عارف أنور
محمد عارف بن محمد أنور (مواليد 14 مارس 1995) لاعب كرة قدم محترف ماليزي يلعب كمهاجم لدوري ماليزيا الممتاز في نادي ترغكانو.